# Bromotimol plavo
Bromotimol plavo (bromotimol sulfon ftalein, bromtimol plavo, BTB) je hemijski indikator za slabe kiseline u baze. Ova hemikalija se takođe koristi za proučavanje fotosintetičkih aktivnosti, i kao respiratorni indikator (postaje žuta sa dodatkom CO2).

## Literatura
- Sabnis R. W. (2007). Handbook of Acid-Base Indicators. CRC Press. ISBN 978-0-8493-8218-5.

## Vidu još
- pH indikator
- Litmus
- Fenolftalein
- Metil oranž
- Universalni indikator

## Spoljašnje veze
- J.T.Baker
- Bromotimol plavo Архивирано на веб-сајту  (15. октобар 2007)